# Sisínio Ambriz
Sisínio Ambriz (* 12. Juli 2004) ist ein portugiesischer Leichtathlet, der sich auf den 110-Meter-Hürdenlauf spezialisiert hat.

## Sportliche Laufbahn
Sisínio Ambriz begann im Alter von zehn Jahren im Schulsport mit der Leichtathletik und kam im Alter von 13 Jahren zu Benfica Lissabon, der bereits als Fußballverein seit frühester Kindheit sein Lieblingsklub war und für den er bis heute startet (Stand September 2023). Nach verschiedenen Disziplinen wie Siebenkampf und Weitsprung zeigte er insbesondere auf kurzen Laufstrecken ein besonderes Talent und wird seither entsprechend vom Verein gefördert. 2019 fiel er erstmals einem breiteren Leichtathletikpublikum als besonders hoffnungsvolles Talent auf, als er in acht Disziplinen Sieger war (80 m, 250 m, 100 m Hürden, 250 m Hürden, Hochsprung, Weitsprung, Viersprung und Siebenkampf) und dabei insgesamt sechs verschiedene Jugend-Landesrekorde brach und in zwei weiteren Kategorien unter die besten drei aller Zeiten kam.
Erste internationale Erfahrungen sammelte Sisínio Ambriz im Jahr 2021, als er bei den U20-Europameisterschaften in Tallinn mit 14,07 s im Halbfinale über 110 m Hürden ausschied. Im Jahr darauf schied er bei den U20-Weltmeisterschaften in Cali mit 13,60 s im Semifinale aus und 2023 wurde er bei den U23-Mittelmeer-Hallenmeisterschaften in Valencia im Finale über 60 m disqualifiziert. Im Juni wurde er bei der 1. Liga der Team-Europameisterschaft im Rahmen der Europaspiele in Chorzów in 13,85 s Dritter im B-Lauf über 110 m Hürden und im August gewann er bei den U20-Europameisterschaften in Jerusalem in 13,29 s die Bronzemedaille.
2023 wurde Ambriz portugiesischer Meister im 110-Meter-Hürdenlauf.

## Persönliche Bestleistungen
- 100 Meter: 10,51 s (+1,8 m/s), 16. Juli 2022 in Vagos
- 200 Meter: 21,33 s (+1,9 m/s), 17. Juli 2022 in Vagos
- 110 m Hürden: 13,79 s (+0,2 m/s), 30. Juli 2023 in Braga (portugiesischer U20-Rekord)
- 110 m Hürden (U20): 13,29 s (+1,2 m/s), 8. August 2023 in Jerusalem (portugiesischer U20-Rekord)